# Шашки (журнал, Киев)
Шашки (полное название: «Шашки: Ежемесячный журнал, посвящённый изложению и анализу шашечной Игры») — ежемесячный журнал. Первый в России сугубо шашечный журнал. (В СССР с 1959 года Объединённый шахматно-шашечный клуб Латвийской ССР издавал журнал "Шашки" на русском и латышском языке).
Издавался в Киеве с 1897 по 1901 годы, № 1—54. Издатель-редактор Павел Николаевич Бодянский.
Регулярно печатались партии различных соревнований, теоретические исследования, библиографические «портреты» видных шашистов, обзоры, обширные хроникальные материалы. Опубликованы 103 партии с примечаниями, 468 этюдов, 80 задач.
Уже в первом номере издатель поместил составленные им «Правила игры в русские шашки», которые затем вышли также отдельной брошюрой.
Помимо русских шашек пропагандировались столбовые шашки. В рубрике «Разновидности игры» была напечатана статья В. П. Левицкого «Разновидности шашечной игры» с описанием игры «Башни или туры»:
«Это чрезвычайно интересная и трудная игра, много трудней обыкновенной. Недостаток тот, что партия иногда длится очень долго, встречаются партии в 100 и более ходов. Правила те же, что и в обычной игре в „крепкие“. Разница в том, что взятая < шашка > не снимается с доски, а ставится под взявшую, отчего образуются столбики или башни…»
В журнале сообщалось о сыгранных матчах, приведены партии по переписке, задачи В. П. Левицкого. В номере за 1901 год было сообщение:
«В Юрбурге почти ежедневно играют также в башни. К любителям разновидности шашечной игры принадлежат здесь, кроме В. П. Левицкого, также Чернышев и Балаев.»
Печатались стихи на шашечную тему.
Опускались вечерние тени,

Покрывая темнеющий сад,

А кругом распустились сирени

И с деревьев лился аромат.

Раздались соловьиные трели,

Не шелохнул на дереве лист;

А в саду — на скамье у качели

Изнывал за доскою шашист.

Он не видел ни сада, ни ночи,

Не слыхал он и запаха роз:

Он старался возможно короче

Разрешить очень мудрый вопрос.

И в то время, как трели звучали

И сливались влюблённых уста,

У того одни шашки стучали

И меняли всё чаще места.

Когда ж трели в саду замирали

И шептали уста «я люблю»,

Его губы одно борматали:

«На b8 я дамку ловлю».

И вот ночь опустилась над садом

И покрыла своею рукой

Двух счастливых влюблённых, а рядом

Также пару — шашиста с доской.

 (Автор В. Л-о, 1901)